# Felicjan Rostkowski
Felicjan Rostkowski herbu Dąbrowa – łowczy horodelski w latach 1767–1771, skarbnik horodelski w latach 1759–1767, wojski lubaczowski w latach 1754–1759, starosta kopajgrodzki,  marszałek sejmiku przedsejmowego województwa bełskiego w 1756 roku.